# Pleurogonium elongatum
Pleurogonium elongatum là một loài chân đều trong họ Paramunnidae. Loài này được Vanhöffen miêu tả khoa học năm 1914.